# Per Petterson
Per Petterson (* 18. července 1952 Oslo) je současný norský spisovatel a prozaik, nositel mnoha literárních cen.

## Život a dílo
Je vyučený knihovník, původně pracoval jako knihkupec, překladatel a literární kritik; byl hlavním nákupčím v knihkupectví Tronsmo v Oslu. Literárně debutoval v roce 1987 sbírkou povídek, později napsal několik románů a jednu sbírku esejí. V roce 1990 ztratil několik členů své rodiny, kteří zemřeli při požáru trajektu Scandinavian Star; tato tragédie ovlivnila také jeho pozdější tvorbu a je například tématem románu I kjølvannet (2000).
K jeho nejvýznamnějším dílům patří romány Na Sibiř (1996), Jít krást koně (2003) a Proklínám řeku času (2006). Každá z těchto knih získala několik literárních cen; za knihu Na Sibiř byl Petterson nominován na Literární cenu Severské rady a za román Proklínám řeku času tuto cenu v roce 2009 získal.
Jeho knihy byly přeloženy do přibližně padesáti jazyků. Petterson je v současnosti spisovatelem na plný úvazek. Žije na statku v lese poblíž švédských hranic; přibližně 100 km jihovýchodně od Osla.

## Tvorba
- 1987 – Aske i munnen, sand i skoa – sbírka povídek
- 1989 – Ekkoland – román
- 1992 – Det er greit for meg – román
- 1996 – Til Sibir – román (česky: Na Sibiř, Knižní klub 2013)
- 2000 – I kjølvannet – román
- 2003 – Ut og stjæle hester – román (česky: Jít krást koně, Knižní klub 2003)
- 2004 – Månen over Porten – sbírka esejí
- 2008 – Jeg forbanner tidens elv – román (česky: Proklínám řeku času, Knižní klub 2015)
- 2012 – Jeg nekter – román
- 2018 – Menn i min situasjon – román (česky: Muži v mé situaci, Odeon 2020)